# Іцхак Іцхакі
Іцхак Іцхакі (івр. יצחק יצחקי, ім'я при народженні — Іцхок Лішовський; 11 жовтня 1902, Рибниця, Подільська губернія — 21 вересня 1955) — ізраїльський політичний діяч, депутат Кнесета.

## Біографія
Народився 11 жовтня 1902 року в Рибниці. Був бійцем Червоної армії під час  Громадянської війни.
1921 року оселився в підмандатній Палестині, де негайно приєднався до новоствореної соціалістичної сіоністської робочої організації Гдуд хаАвода ве-хаХагана імені Іосефа Трумпельдора (Gdud HaAvoda). У складі групи працював по осушенню болотистої місцевості, на будівництві доріг і споруд.
Поступово пробився в керівництво соціалістичної робочої партії Поалей-Ціон і 1925 року направлений її емісаром у Європу. Отримав юридичну освіту в Парижі.
1934 року став одним з організаторів руху марксистських гуртків і Ліги за арабо-єврейську співпрацю. За його участю Поалей Ціон об'єдналася з Гдуд хаАвода, і Іцхакі увійшов до керівництва утвореної незабаром робочої партії МАПАМ.
1955 року обраний депутатом Кнесета від МАПАМ, але вже 21 вересня того ж року помер на 53 році життя.